# Dichomeris juniperella
Dichomeris juniperella is een vlinder uit de familie van de tastermotten (Gelechiidae). De wetenschappelijke naam werd gepubliceerd in 1761 door Carl Linnaeus.
De soort komt voor in Europa.